# Mittelmeerdivision
Die Mittelmeerdivision war ein von 1912 bis August 1914 bestehender, unabhängig operierender Verband der deutschen Kaiserlichen Marine, der am 12. August 1914 während des Ersten Weltkriegs aufgelöst wurde, als die beiden Schiffe der Division in die Osmanische Marine überführt wurden.

## Geschichte
Als der Erste Balkankrieg im Oktober 1912 ausbrach, beschloss der deutsche Admiralstab auf Bitte des Auswärtigen Amtes einen Marineverband hauptsächlich zum Schutz deutscher Staatsangehöriger im östlichen Mittelmeerraum aufzustellen. Dafür wurden der Schlachtkreuzer Goeben und der Kleine Kreuzer Breslau nach Konstantinopel verlegt. Die beiden Schiffe verließen Kiel am 4. November und erreichten Konstantinopel am 15. November 1912. Sie stießen zu dem Stationsschiff Loreley, das dort schon seit dem 7. September 1896 stationiert war. Erster Kommandeur des kleinen Geschwaders wurde Konteradmiral Konrad Trummler.
Mittlerweile war per Kabinetts-Order vom 5. November 1912 in Berlin die Mittelmeer-Division als Verband geschaffen worden.
Vom April 1913 an besuchte die Goeben mehrere Häfen im Mittelmeer, darunter Venedig und Neapel. Anschließend fuhr sie nach Pola, seinerzeit der Hauptkriegshafen der österreichischen Marine, und wurde in der dortigen Werft vom 21. August bis 16. Oktober 1913 neu ausgerüstet.
Am 29. Juni 1913 brach der Zweite Balkankrieg aus, so dass die Anwesenheit der Flotte weiterhin wichtig blieb. Am 23. Oktober übernahm Konteradmiral Wilhelm Souchon das Kommando über die Mittelmeerdivision. Die Goeben und die Breslau setzten die Kanonenbootpolitik im Mittelmeer fort und machten noch etwa 80 Hafenbesuche bis zum Beginn des Ersten Weltkrieges.
Zugeteilt war der Division noch der alte Kreuzer Geier, abgezogen von der Position des Stationärs in Ostafrika. Darüber hinaus konnte der Divisionschef bei Bedarf über die im Mittelmeer operierenden Schulschiffe verfügen, von denen im Winter 1913/14 die Hansa und die Victoria Louise erwartet wurden. Zu Beginn des Weltkrieges befanden sich aber beide Schiffe wieder in der Ostsee und kamen nicht mehr im Mittelmeer zum Einsatz. Die Geier lief nach einer erneuten Überholung in Triest im Januar 1914 wieder zur Übernahme ihrer Stationstätigkeit nach Deutsch-Ostafrika.
Ursprünglich war geplant, die Goeben im Juni 1914 durch ihr Schwesterschiff Moltke zu ersetzen. Das Attentat von Sarajevo auf den österreichischen Erzherzog Franz Ferdinand am 28. Juni machte dies unmöglich, denn der Ausbruch eines Krieges zwischen der Triple Entente und den Mittelmächten stand kurz bevor.
Admiral Souchon befahl kurzerhand seine beiden Schiffe erneut nach Pola, um sie vor dem erwarteten Krieg noch einmal überholen zu lassen. Deutsche Ingenieure kamen nach Pola und montierten unter anderem 4460 neue Heizrohre in den Schiffskesseln.

### Im Ersten Weltkrieg
Als im August 1914 mit dem Beginn von Feindseligkeiten zu rechnen war, führte Konteradmiral Souchon seine beiden Schiffe, die Goeben und die Breslau, aus der Adria ins westliche Mittelmeer und beschoss nach Kriegsausbruch die Hafenanlagen von Bône und Philippeville in Algerien. Von Seiten der Entente wurde befürchtet, dass die deutschen Schiffe weiterhin das Übersetzen des französischen 19. Armeekorps aus Algerien nach Europa stören sollten. Der französische Flottenchef, Vizeadmiral Auguste Boué de Lapeyrère ließ sich von Souchon täuschen und versetzte, in Erwartung deutscher Angriffe weiter westlich, die Häfen Oran sowie Algier in Alarmbereitschaft. Souchon jedoch war schon wieder auf Gegenkurs zurück nach Messina.

#### Durchbruch der Goeben und Breslau

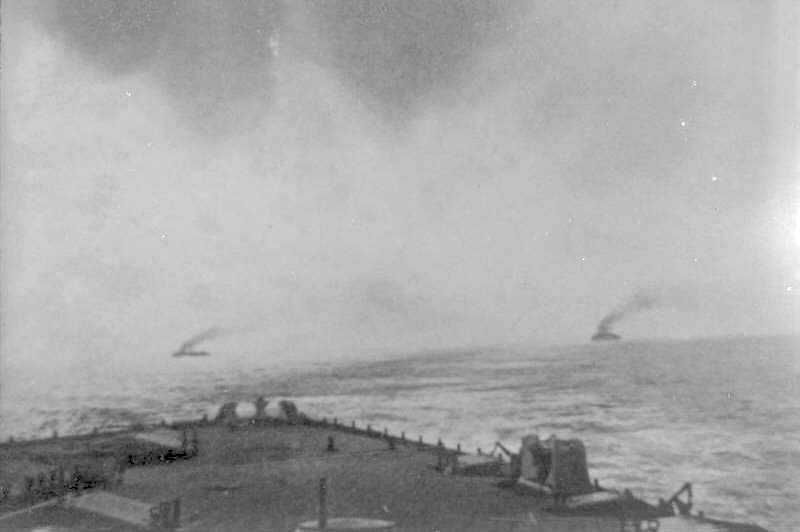
Britische Schiffe während der Verfolgung

Von der algerischen Küste fuhren die beiden Schiffe nach Messina, wo sie von den Frachtern General und Barcelona der Hugo Stinnes Schiffahrt bekohlt wurden. Da Italien zu diesem Zeitpunkt neutral war, konnten die Schiffe 36 Stunden lang bunkern, unbehelligt von der britischen Flotte.
Nach dem Bunkern wurde vom britischen Kommandeur Sir Archibald Berkeley Milne ein Ausbruch in Richtung Gibraltar erwartet. Er postierte daher seine Schlachtkreuzer
Indomitable und Indefatigable sowie den Leichten Kreuzer Dublin am westlichen Ende der Straße von Messina. Nur der Leichte Kreuzer Gloucester bewachte die östliche Seite. Die französische Flotte wurde zur Bewachung der Straße von Gibraltar beordert, um einen Durchbruch in den Atlantik zu verhindern.
Am 6. August verließen die Schiffe Messina mit Kurs West, um einen Ausbruch ins westliche Mittelmeer vorzutäuschen. Nach fünf Stunden Fahrt wurde gewendet und Kurs Richtung Ägäis gelegt. Die Goeben wollte dort ein Frachtschiff treffen, um erneut Kohlen zu bunkern. Der einzig verbliebene Verfolger, die Gloucester, sollte von der Breslau beschäftigt werden, um der Goeben ein ungestörtes Bunkern zu ermöglichen. Es gab ein kürzeres Gefecht mit nur geringen Schäden. Der Verfolger versuchte weiterhin, die deutschen Schiffe anzugreifen, war aber zu langsam und brach befehlsgemäß am Kap Matapan die Verfolgung ab. Am 10. August erreichten die Schiffe schließlich die Dardanellen.
Die beiden britischen Kommandeure Archibald Milne und Ernest Troubridge wurden im Nachgang des Durchbruches in Portland Harbour vor ein Kriegsgericht gestellt. Nach langer Verhandlung wurden sie zwar vom Vorwurf der Feigheit vor dem Feind freigesprochen, erhielten aber nie wieder ein bedeutendes Kommando.

#### In der osmanischen Marine
Nach mehrtägigen Verhandlungen führte Souchon sein kleines Geschwader nach Konstantinopel, wo die beiden Schiffe auf Druck des Großwesirs Said Halim Pascha am 12. August offiziell für 80 Millionen Mark an die Osmanische Marine übergeben wurden. Tatsächlich verblieben aber das deutsche Kommando und die Besatzungen auf ihren Posten. Einzig der Fes war jetzt offizielle Kopfbedeckung. Die Schiffe wurden umbenannt in Yavuz Sultan Selim und Midilli (in Erinnerung an eine osmanische Stadt auf Lesbos, die 1913 an Griechenland verloren ging). Admiral Souchon wurde zum Oberbefehlshaber der osmanischen – nach dem Kriegseintritt Bulgariens auch der bulgarischen – Kriegsmarine ernannt. Er wurde am 27. Mai 1915 zum Vizeadmiral befördert und erhielt am 29. Oktober 1916 den Orden Pour le Mérite.
Am 15. August kündigte die Türkei ihr Marineabkommen mit Großbritannien und verwies die britische Marinemission unter Admiral Arthur Limpus bis zum 15. September des Landes. Die Dardanellen wurden mit deutscher Hilfe befestigt, der Bosporus durch die in Yavuz Sultan Selim umbenannte Goeben gesichert, und beide Meerengen wurden am 27. September 1914 offiziell für die internationale Schifffahrt gesperrt.
Am 24. Oktober gab der Kriegsminister Enver Pascha Souchon eigenmächtig den Befehl, ins Schwarze Meer auszulaufen und dort bei günstiger Gelegenheit einen Zwischenfall mit der russischen Flotte zu schaffen. Am 29. Oktober griff Souchon unter osmanischer Flagge mehrere russische Hafenstädte an und versenkte auch einige Schiffe. Daraufhin kam es zu einer innenpolitischen Krise, da kein so schwerwiegender Angriff, sondern  ein provozierter Zwischenfall erfolgen sollte. Die Interventionisten konnten sich aber durchsetzen. Am 2. November erfolgte die Kriegserklärung Russlands an das Osmanische Reich.
Als Hauptquartier und Wohnschiff diente den Besatzungen der beiden Schiffe in dieser Zeit das im Bosporus vor Anker liegende HAPAG-Kombischiff Corcovado.
Die osmanische Flotte führte bis 1917 verschiedene Kampfhandlungen gegen die russische Marine und russische Hafen- und Küstenanlagen im Schwarzen Meer durch. Sie beschoss die Häfen von Sewastopol, Odessa und Noworossijsk. An der türkischen Kohlenküste bekämpfte sie am 18. November 1914 ein russisches Geschwader in der Seeschlacht von Kap Sarych.
Ihr wichtigster Kampf aber war an den Dardanellen, siehe Hauptartikel Schlacht von Gallipoli.

#### Seeschlacht von Imbros

Lage von Imbros

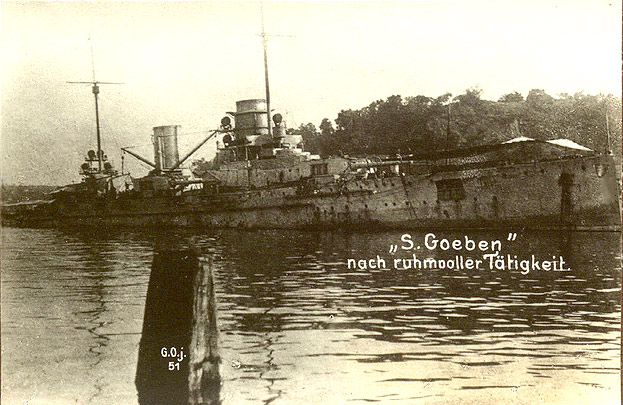
Goeben auf Grund in den Dardanellen

Nach dem Waffenstillstand an der Ostfront vom 15. Dezember 1917 gab es für die beiden Schiffe der einstigen Mittelmeerdivision keine Aufgaben mehr im Schwarzen Meer. Es wurde daher am 20. Januar 1918 ein Ausbruch aus den Dardanellen versucht. Die Gelegenheit schien günstig, denn die beiden  britischen Schlachtschiffe Agamemnon und Lord Nelson lagen nicht auf ihrem Posten. Der Plan von Admiral Rebeur-Paschwitz war, die Aufmerksamkeit dieser Schiffe auf sich zu ziehen. Lediglich zwei Monitore und zwei Zerstörer bewachten von der vorgelagerten Insel Imbros aus den Ausgang der Dardanellen. Nach der Versenkung von Raglan und M28 im Hafen Kusu Bay ging die Fahrt weiter zum britischen Marinestützpunkt auf Mudros. Auf der Fahrt dorthin gerieten die Schiffe in ein Minenfeld. Die Midilli erhielt fünf Minentreffer und sank. Die Yavuz Sultan Selim erhielt drei Minentreffer und wurde von britischen Zerstörern und leichten Bombern angegriffen. Sie konnte sich aber schwer beschädigt in die Dardanellen zurückziehen, wo sie auf Grund gesetzt wurde, um einen Untergang zu verhindern.
Nach der Schlacht lag die Yavuz Sultan Selim noch bis zum 26. Januar gestrandet, bis sie dann von der Torgud Reis zurück nach Konstantinopel geschleppt wurde.
Am 2. November 1918, neun Tage vor Kriegsende, wurde die Yavuz Sultan Selim auch faktisch an die osmanische Marine übergeben.

### Auflösung
Kapitän zur See Friedrich Richter, von September 1917 bis Kriegsende Chef des Stabes der Mittelmeerdivision, war von November 1918 bis Februar 1919 mit der Abwicklung der Mittelmeerdivision beauftragt.

## Zusammensetzung
- Loreley, 7. September 1896–2. November 1918
- Geier, Mai 1912–August 1913
- Goeben, November 1912–16. August 1914
- Hertha, 2. November 1912–Februar 1913
- Breslau, 3. November 1912–16. August 1914
- Vineta, 7. November 1912–9. Dezember 1912
- Dresden, 6. April bis 23. September 1913
- Straßburg, 6. April bis 23. September 1913

## Kommandeure
| Befehlszeitraum                         | Flottenchef                             | Flaggschiff        |
| --------------------------------------- | --------------------------------------- | ------------------ |
| 5. November 1912 bis 22. Oktober 1913   | Konteradmiral Konrad Trummler           | SMS Goeben         |
| 23. Oktober 1913 bis 15. August 1914    | Konteradmiral Wilhelm Souchon           | SMS Goeben         |
| 16. August 1914 bis 3. September 1917   | Vizeadmiral Wilhelm Souchon             | Yavuz Sultan Selim |
| 4. September 1917 bis 2. September 1918 | Vizeadmiral Hubert von Rebeur-Paschwitz | Yavuz Sultan Selim |